# Агата деле Ночи
Агата деле Ночи (итал. Agata delle Noci) је насеље у Италији у округу Фођа, региону Апулија.
Према процени из 2011. у насељу је живело 40 становника. Насеље се налази на надморској висини од 707 м.